# Guy Geltner
Guy Geltner (* 19. Juni 1974) ist ein israelischer Historiker.

## Leben
Er erwarb 2003 den M.A. in Geschichte an der Princeton University und 2006 den Ph.D. in Geschichte an der Princeton University. Seit 2009 ist er Professor für mittelalterliche Geschichte an der Universität Amsterdam.

## Schriften (Auswahl)
- The medieval prison. A social history. Princeton 2008, ISBN 0-691-13533-9.
- The making of medieval antifraternalism. Polemic, violence, deviance, and remembrance. Oxford 2012, ISBN 0-19-963945-0.
- Flogging others. Corporal punishment and cultural identity from antiquity to the present. Amsterdam 2014, ISBN 90-8964-786-4.
- Roads to health. Infrastructure and urban wellbeing in later medieval Italy. Philadelphia 2019, ISBN 0-8122-5135-0.